# Clyzomedus indicus
Clyzomedus indicus är en skalbaggsart som beskrevs av Stefan von Breuning 1935. Clyzomedus indicus ingår i släktet Clyzomedus och familjen långhorningar. Inga underarter finns listade i Catalogue of Life.